# Папік (телесеріал)
«Папік» (рос. Папик) — російськомовний мелодраматичний комедійний телесеріал, знятий в Україні. Телесеріал створено студією «Квартал 95» на замовлення телеканалу «1+1». Режисер серіалу — Андрій Яковлєв.
В Україні показ 1-го сезону телесеріалу пройшов на телеканалі «1+1» з 2 по 12 грудня 2019 року. У Росії показ 1-го сезону телесеріалу стартував 13 січня 2020 року по телебаченню на телеканалі «СТС», а також в онлайні на VOD-платформі «More.TV».
Знімання 2-ого сезону стартували в літку 2020 року. Прем'єра сезону на телеканалі «1+1» відбулася 29 березня 2021 року. У Росії показ розпочався 5 квітня 2021 року на телеканалі «СТС».
Повторні покази з повним українським дубляжем транслювалися на телеканалах «ТЕТ» та «Квартал TV».

## Сюжет
Доведений до відчаю пенсіонер, ще недавно популярний актор театру Олександр Миколайович Меркулов (актор Станіслав Боклан), вирішує звести рахунки з життям. Та перед цим хоче змінити імідж і йде до барбершопу. Там йому, звичайно ж, роблять модну зачіску і пригощають віскі. Він вирішує гульнути в останній раз і йде гуляти нічним містом по барах. Несподівано в одному з клубів головний герой знайомиться з дівчиною Лізою (Дар'я Петрожицька), яка приймає його за успішного мільйонера бізнесмена — «папіка», яка, якраз, і шукає таких жертв.
Ідею серіалу про взаємини пенсіонера і мисливиці на «папіків» першими запропонували автори групи «Мінськ», що працює у студії «Квартал 95». Але за розробку сценарію і подальше його втілення відповідав саме Андрій Яковлєв, який писав сценарій для актора Станіслава Боклана, а також епізоди під інших відомих акторів.

## У ролях

### У головних ролях
- Станіслав Боклан — Дід, Олександр Миколайович Меркулов, колишній відомий актор
- Дар'я Петрожицька — Ліза, мисливиця на «папіків»

### У ролях
- В'ячеслав Гіндін — Геннадій Іванович Прус, стоматолог
- Ельдар Кабіров — Ельдар
- Сергій Сипливий — Іванич
- Михайло Кукуюк — Сергій Краморенко
- Олеся Жураківська — директорка будинку ветеранів сцени
- Максим Максимюк — Петро Євгенович Шундріка, олігарх
- Катерина Кістень — педагог по вокалу
- Віра Кобзар — прима драмтеатру Ольга Михайлівна Бояркова
- Ярослав Черненький — Альберт Венедиктович Заславський, режисер
- Борис Книженко — Ігор Олегович Гунько, драматург
- Володимир Цивінський — Петруша, чоловік прими, актор драмтеатру
- Анастасія Чепелюк — Евеліна, подружка
- Олеся Гайова  — Масяня, подружка
- Дар'я Рибак — подружка 3
- Євгенія М'якенька — подружка 4
- Марина Д'яконенко — подружка 5
- Олена Лаврова — подружка 6
- Олексій Череватенко — Борислав Михайлович Добровольський, банкір із списку Форбс
- Ігор Іванов — адміністратор в барбер-шопі
- Олексій Кирющенко — режисер
- Дмитро Чернов — меценат
- Євген Капорін — товариш мецената
- Сергій Анашкін — директор галереї
- Тамара Антропова — буфетчиця в драмтеатрі
- Володимир Постановський — художник
- Олександр Безрук — тамада
- Наталія Кленіна[7] — подруга діда
- Андрій Кронглевський — водій Борислава
- Ауріка Дзигора — співробітниця совбезу
- Олег Шушпанніков — співробітник совбезу
- Світлана Бевз — аптекарка
- Ганна Кошмал  — Марго (2 сезон)

## Український дубляж
Українською мовою серіал дубльовано студією «1+1» у 2022 році.

## Знімання
Знімання серіалу проходили протягом трьох місяців улітку 2019 року в Києві та області.

## Музика
Pianoбой написав головний саундтрек до серіалу «Багатьом підніме настрій». Його записали головні герої фільму. Боклан і Петрожицька виконали саундтрек.

## Реліз

### В Україні
Допрем'єрний показ перших двох серій телесеріалу стався у п'ятницю 22 листопада 2019 для митців, які живуть в Будинку ветеранів сцени, що під Києвом. Дехто з акторів, що тут живуть навіть знімались в масовках серіалу, що частково розповідає про цей заклад..
Показ на телебаченні 1-го сезону з 16-ти серій відбулася на телеканалі «1+1» пройшов з 2 по 12 грудня 2019 року.
Показ на телебаченні 2-го сезону з 16-ти серій відбулася на телеканалі «1+1» пройде з 29 березня 2021 року.

### В Росії
У Росії показ 1-го сезону телесеріалу стартував 13 січня 2020 року по телебаченню на телеканалі «СТС», а також в онлайні на VOD-платформі «More.TV».
У Росії показ 2-го сезону телесеріалу стартував 5 квітня 2021 року по телебаченню на телеканалі «СТС».

## Рецензії кінокритиків
Серіал був розкритикований через русифікацію не лише головних героїв, але й написів у Києві. Зокрема, вже у першій серії українські платіжки, які отримав головний герой за житлово-комунальні послуги також російською мовою. У другому епізоді, за сюжетом, колишній актор Олександр Меркулов приходить до Будинку ветеранів сцени, який розташований на території центру медреабілітації МОЗ України в київській Пущі-Водиці. При цьому на вході красується табличка «Добро пожаловать» російською.

## Рейтинги в Україні
Сам телеканал назвав серіал найкращою серіальною прем'єрою осіннього сезону на українському ТБ. Так, перші дві серії ліричної комедії переглянули 3,8 мільйона глядачів. За аудиторією 18-54 (Україна) проєкт зібрав рейтинг 6.0 % та частку — 20.0 %, а за аудиторією 18-54 (50+) дещо більше — 6.1 %, частка — 21.5 %.